# Massacre de Wereth
Le massacre de Wereth,, est un crime de guerre commis le 17 décembre 1944 par des soldats allemands au cours de la Seconde Guerre mondiale sur onze soldats afro-américains du 333e bataillon d'artillerie (en). Lors de la bataille des Ardennes, débordés par l'avancée allemande, les onze G.I's sont capturés par une unité de la Waffen-SS. Ils sont exécutés après avoir été sauvagement torturés à Wereth dans les Ardennes belges.
Ce crime de guerre fut largement ignoré des historiens et des opinions qu'ils soient belges, européens ou américains.
Son souvenir a cependant perduré grâce à l'action de la famille Langer qui hébergea les onze hommes l'après-midi du 17 décembre 1944. Depuis 2004, un monument officiel se trouve à l'emplacement du massacre et fait l'objet de commémorations à la mémoire des onze hommes et, plus généralement, des soldats afro-américains morts au combat lors de la Seconde Guerre mondiale.

## Histoire
Le 16 décembre 1944, Hitler met à exécution son plan « Wacht am Rhein » et lance 500 000 hommes à l'assaut des Ardennes belges, c'est l'offensive von Rundstedt. L’attaque est menée par une unité de la Waffen-SS commandée par le major Gustav Knittel (de) dont les troupes ont expressément reçu l’ordre de répondre par une vague de terreur sans montrer aucun sentiment humain. Les troupes américaines battent en retraite dans un premier temps mais des bataillons d'artillerie restent en poste et tiennent encore leur position. C'est le cas du 333e bataillon d'artillerie composés de soldats afro-américains commandés par des officiers blancs à l’est de la rivière Our. Face à l'avance ennemie et les difficultés d'approvisionnement, la décision est prise de tenter de rallier Saint Vith par petits groupes.
Le 17 décembre 1944, un de ces groupes est composé de onze soldats noirs. Coupé du reste de la troupe, à six kilomètres de la frontière belgo-allemande, ils tentent de fuir l'avance allemande et de rejoindre les troupes américaines. Après s’être perdus dans les bois, souffrant de faim et de froid, ils finissent par rejoindre vers 16 h la ferme Langer à Wereth en Belgique. Ils ne disposent que de deux fusils pour tout le groupe et arborent un drapeau blanc. Ils ont froid et sont épuisés, affamés. Mathieu Langer les accueille. Sa femme, Maria et leur fille, Tina, leur offrent à manger,,.
Une habitante voisine de la ferme les aperçoit et les dénonce aux Allemands passant à proximité. 
Alors qu’ils sont à table depuis une demi-heure, une heure au plus, 4 SS à bord d'un véhicule amphibie débarquent dans la ferme. Les soldats surpris par les Allemands se rendent sans résistance. Les SS leur font ôter leur casque, les fouillent et les font s'asseoir sur le sol froid et humide jusqu'à la nuit tombée,. Les SS les font alors s'aligner et les contraignent à courir devant leur véhicule. Plus tard, sur un sentier à l’écart de la route, ils sont exécutés et leurs corps jetés dans un fossé. 
Fin janvier, début février 1945, lors de la fonte des neiges, l'horrible charnier se dévoile au grand jour à moins d'un kilomètre de la ferme Langer. Les 11 corps, conservés par le gel, gisent au sol. Le Major américain James L. Baldwin de la 99th infantry division est dépêché sur les lieux, il prend des clichés et réalise un rapport dans lequel il explique que les corps des 11 malheureux ont été atrocement mutilés,. L'un d'entre eux a reçu un violent coup de crosse au visage, un autre a une partie du crâne complètement arrachée, un autre encore a reçu tant de coups de baïonnette à l'épaule que son bras est presque désolidarisé du reste de son corps. De nombreuses boîtes de cartouches de mitraillette vides jonchent le sol,.
Quatre d'entre eux furent rapatriés aux États-Unis, sept sont enterrés au cimetière américain de Henri-Chapelle, à quelques kilomètres de là.

## Enquête
Le rapport de James L. Baldwin classé secret est transmis à la Commission des Crimes de Guerre. On put établir que le massacre avait été perpétré par des SS de la 1re Panzerdivision SS Leibstandarte SS Adolf Hitler par ailleurs coupables du meurtre de 138 civils dans la région de Stavelot mais l'absence d'insigne et de badge sur leurs uniformes ne permit pas d'identifier personnellement les auteurs. Déclassifié, le dossier est classé sans suite en 1948,. Certains SS de la Panzerdivision furent cependant jugés dans le cadre du Procès du massacre de Malmedy perpétré également le 17 décembre 1944 par cette même unité. Joachim Peiper, Obersturmbannführer du Kampfgruppe à l'origine du massacre, sera condamné à mort le 16 juillet 1946 et, après confirmation de la sentence, son exécution est fixée pour le 20 mai 1948. La veille, son exécution est suspendue. Le 31 janvier 1951, sa peine est commuée en détention à perpétuité pour être ensuite réduite à 35 années de réclusion. Il sera finalement libéré, le 22 décembre 1956. Vingt ans plus tard, il meurt dans l'incendie criminel de sa maison.

## Mémorial

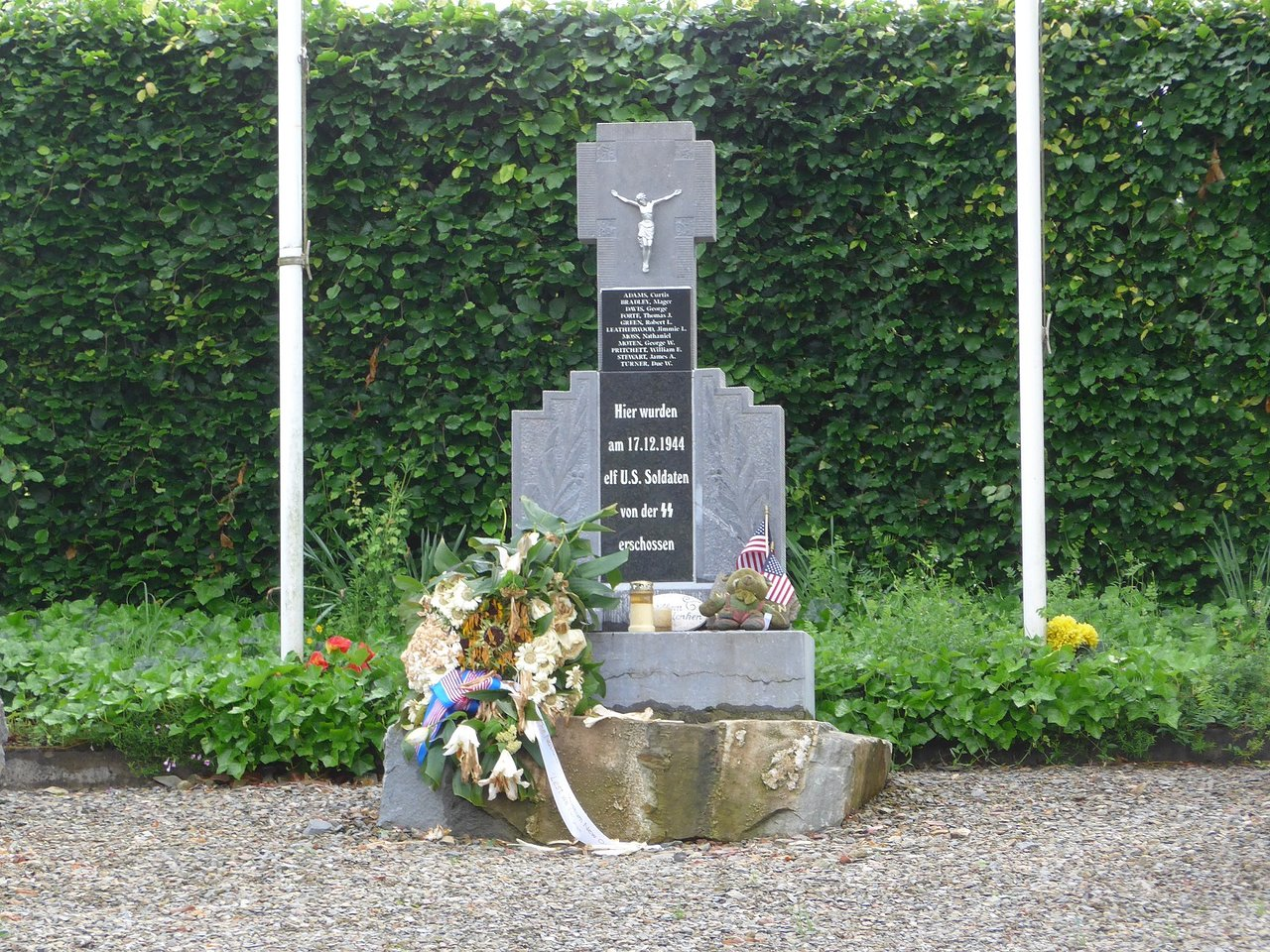
Mémorial des onze combattants de Wereth en Belgique.

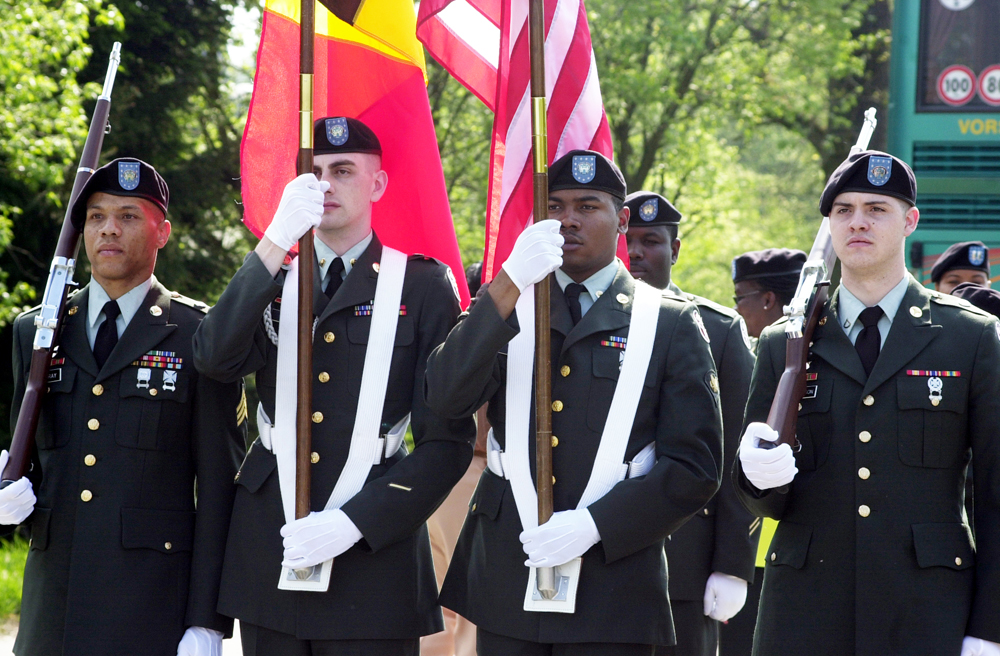
28 avril 2007 - Cérémonie d'hommage rendu aux 11 soldats au monument de Wereth.

En 1994, Herman, le plus jeune fils de la famille Langer, âgé de 12 ans au moment des faits, est interpellé par la lecture d'un article faisant état de l'existence d'un groupe néo-nazi dans la région. Il décide alors de remplir son devoir de mémoire et de dresser une simple croix au bord du chemin où avait eu lieu le massacre. En 2002, l'ASBL US memorial Wereth vit le jour. Des donations tant américaines que belges lui parvinrent. Elle fit l'acquisition du terrain pour y implanter un mémorial en l’honneur des « Onze de Wereth » et, à travers eux, de tous les Afro-Américains morts durant la Seconde Guerre mondiale,. En 2004, soixante ans après les faits, les autorités belges érigent officiellement un monument à Wereth, le seul monument à saluer le courage et la mémoire des troupes afro-américaines en Europe.
L’exemple de la famille Langer inspira les Marcken, une famille belge installée aux États-Unis depuis plusieurs années. Après des années de recherches notamment aux Archives de Washington, ils firent ériger à leur tour un monument aux États-Unis, le seul aussi dans le pays, au cimetière militaire de Winchendon dans le Massachusetts. Lors de son inauguration, le 20 août 2006, le général Danny Van de Ven alors attaché militaire belge à Washington, avait fait un discours devant plus de 350 vétérans et leurs familles.
Herman Langer, à l'initiative du mémorial, est mort le 21 juin 2013.

## La liste des onze combattants afro-américains
Les onze noms sont gravés sur le marbre du mémorial de Wereth
| Nom         | Prénom         | Date de naissance | Lieu de naissance    | Grade                  | Matricule | Distinction  | Sépulture                                        |
| ----------- | -------------- | ----------------- | -------------------- | ---------------------- | --------- | ------------ | ------------------------------------------------ |
| Adams       | Curtis         |                   | Caroline du Sud      | Soldat                 | 34511454  | Purple Heart | Henri-Chapelle, Allée C, Rangée 11, tombe Nr. 41 |
| Bradley     | Mager          | 21.04.1917        | Mississippi          | Caporal                | 34046336  | Purple Heart | Cimetière national de fort Gibson, Oklahoma      |
| Davis       | George         |                   | Alabama              | Soldat première classe | 34553436  | Purple Heart | Henri-Chapelle, Allée D, Rangée 10, tombe Nr. 61 |
| Forte       | Thomas J.      |                   | Mississippi          | Staff Sergeant         | 34046992  | Purple Heart | Henri-Chapelle, Allée C, Rangée 11, Tombe Nr. 55 |
| Green       | Robert         |                   | Mississippi          | Caporal                | 34552457  | Purple Heart | Cimetière de Highland Park, Cleveland, Ohio      |
| Leatherwood | James L.       | 15.03.1922        | Mississippi          | Soldat première classe | 34481753  | Purple Heart | Cimetière de College Hill, Pontotoc, Mississippi |
| Moss        | Nathanial      |                   | Texas                | Soldat                 | 38040062  | Purple Heart | Henri-Chapelle, Allée F, Rangée 10, Tombe Nr. 8  |
| Moten       | George W.      |                   | Texas                | Soldat première classe | 38304695  | Purple Heart | Henri-Chapelle, Allée E, Rangée 10, Tombe Nr. 29 |
| Pritchett   | William Edward | 09.03.1922        | Alabama              | Sergent                | 34552760  | Purple Heart | Mc Castar Cemetery, Wilcox, Alabama              |
| Stewart     | James Aubrey   | 09.03.1922        | Virginie-Occidentale | Sergent                | 35744547  | Purple Heart | Henri-Chapelle, Allée C, Rangée 11, Tombe Nr. 2  |
| Turner      | Due W.         |                   | Arkansas             | Soldat première classe | 38383369  | Purple Heart | Henri-Chapelle, Allée F, Rangée 5, Tombe Nr. 9   |

## Films et documentaires
- The Ardennes Group

Documentaire américain de 60 minutes, sorti en 2010, revisite l'histoire de ces onze soldats afro-américains, à travers des images d'archives, des interviews et des séquences filmées qui expliquent les dessous de l'un des crimes de guerre les moins connus de la Seconde Guerre mondiale.
- Bataillon noir

Série documentaire américaine, sortie en 2012, un de ses épisodes de 55 minutes, revient sur l'automne 1944 et le 333e bataillon d'artillerie des États-Unis, composé d'Afro-Américains en poste sur le front belge lors de l'offensive von Rundstedt.
- The Wereth Eleven, Robert Child, 1h10, 2011[12].